# خطط عمل التكيف المحلي
خطة العمل المحلي للتكيف (بالإنجليزية: Local Adaptation Plans of Action)‏، هو نهج مجتمعي يُمكّن المجتمعات المحلية من فهم عدم التيقن بالنسبة للظروف المناخية المستقبلية والمشاركة بشكل فعال في عملية تطوير برامج التكيف. وتمكن من تحضير وتنفيذ خطط للمناخ مرنة بما فيه الكفاية للرد على تغير الظروف المناخية والهشاشة. وتشمل أيضاً البرامج القطاعية وهو ما يساهم في تحفيز استجابة متكاملة لتغير المناخ بين القطاعات. يبدأ التخطيط للتكيف المحلي على مستوى المجتمع المحلي، ويسهم في التخطيط على مستوى لجنة تنمية القرية والتي بدورها تساهم في رفع المعطيات والخطط إلى مستوى المقاطعات والمستوى الوطني.